# ژولیان بنتو
ژولیان بنتو (به فرانسوی: Julien Benneteau) (زاده ۲۰ دسامبر ۱۹۸۱ - بورگ-آن-برس) تنیس‌باز اهل کشور فرانسه است.
بنتو در مسابقات بین‌المللی مهمی شرکت کرده است که می‌توان به صعود وی به مرحله نیمه نهایی مسابقات تنیس آزاد آمریکا در بخش دونفره و همچنین کسب مدال برنز مسابقات تنیس بازی‌های المپیک تابستانی ۲۰۱۲ در بخش دونفره اشاره کرد، بهترین رتبه وی در رتبه‌بندی جهانی تنیس ۲۶ (۳۰ آوریل ۲۰۱۲) بوده است.